# Георги Панчаревски
Георги Димитров Панчаревски или Паничеравски е български комунист и революционер, деец на Македоно-одринската организация.

## Биография
Роден е на 18 август 1870 година в Панчарево, Дупнишко, тогава в Османската империя. Панчаревски работи като учител в село Бистрилица и други села от околността. Член е на Чипровската организация на БРСДП от 1897 година. Член е на БРСДП (т. с.) и на Учителската социалдемократическа организация.
Панчаревски е деец и на Македоно-одринската организация в Дупница. През април 1901 година е делегат на Осмия македоно-одрински конгрес от Каваклийското дружество.
Близък е с Гоце Делчев, Димо Хаджидимов и Гьорче Петров. Влиза в Македония с четите на Яне Сандански и Илия Кърчовалията из Пирин, Боздаг и Алиботуш. В 1903 година участва в Илинденското въстание. Секретар е на градския комитет на БРСДП (т. с.) в Дупница.
В 1913 година е кандидат от БРСДП (т. с.) на изборите за XVI обикновено народно събрание от Кюстендилски окръг, а в 1914 година е кандидат на партията на изборите за XVII обикновено народно събрание от Струмишки окръг.
От 3 октомври 1920 до 23 ноември 1923 година е общински съветник на град Дупница. Умира на 8 юни 1948 година.